# Немухинские музыканты (мультфильм)
«Немухинские музыканты» — советский кукольный мультфильм 1973 года, который создал на студии «Союзмультфильм» режиссёр Вадим Курчевский по мотивам одноимённой сказки Вениамина Каверина.

## Сюжет
В городе Немухине есть Школа живописи и музыки, в которой учатся талантливые девочки и мальчики. В ней преподаёт молодая учительница музыки Варвара Андреевна. Однажды осенью её ученица Таня и её друг Петька увидели, как в окно учительницы влетает краешек голубого неба, зелёные попугаи-неразлучники, чёрный фрак, жёлтый плакат, красный огнетушитель. Оказалось, что Варвара Андреевна слышит как звучат цвета и это её оркестр. Для того чтобы учительница вместе со своим разноцветным оркестром смогли выступить на Новогоднем вечере, Петька отправился в Посёлок любителей свежего воздуха и всё рассказал кузнецу Ивану Гильдербранту. Кузнец умел творить чудеса и выковал голоса цветному оркестру. На Новогоднем концерте жители Немухина смогли увидеть и услышать цветную музыку, а кузнец преподнёс Варваре Андреевне букет цветов, которые он отковал своими руками.

## Создатели
- Автор сценария — Вениамин Каверин
- Режиссёр — Вадим Курчевский
- Художники-постановщики — Теодор Тэжик, Ирина Доброницкая
- Оператор — Александр Жуковский
- Композитор — Михаил Меерович
- Звукооператор — Владимир Кутузов
- Мультипликаторы: Наталия Дабижа, Иосиф Доукша, Ольга Панокина, Вячеслав Шилобреев
- Куклы и декорации изготовили: Павел Гусев, Галина Филиппова, Владимир Аббакумов, Павел Лесин, Светлана Знаменская, Александр Горбачёв, Лилианна Лютинская, Семён Этлис, Марина Чеснокова, Владимир Алисов
- под руководством — Романа Гурова
- Монтажёр — Надежда Трещёва
- Редактор — Раиса Фричинская
- Директор картины — Натан Битман
- Создатели приведены по титрам мультфильма.

## Отзыв критика
Фильм В. Курчевского «Немухинские музыканты» (1973) — особый и в творчестве режиссёра и в истории советской объемной мультипликации. Незамысловатая сказка В. Каверина, попав в руки Курчевского, становится своеобразным инструментом в продолжающемся для режиссёра процессе тотального осмысления объемной живописности и, в частности, цвета. Сам режиссёр говорил впоследствии, что, может быть, уже в первоначальном замысле крылась ошибка: нельзя было конкретизировать на экране ту «музыку цветового оркестра», о котором рассказал Каверин. Зритель не примет извне навязанное ему экранное воплощение сказочного (а значит, всегда невоплотимого, всегда переживаемого только «глазами души» чуда: звучания оттенков цвета. И действительно, сама «цветомузыка» выглядела на экране не слишком убедительно. Но именно в сравнении с фантастически-цветовым миром всего фильма в целом. Ведь именно каверинский сюжет натолкнул и режиссёра, и художника (Т. Тэжика) на цветовую доминанту изобразительного решения фильма. Слишком необычная (особенно для времени создания фильма) цветовая композиция кадра удачно соседствовала и с необычно выполненными куклами (глядя на них, не ощущаешь ни стилистического единства, ни стилистического разнобоя: и леший, и трубочных дел мастер, и учительница Варвара Андреевна, и кузнец Иван Гильдербрант — каждый из «чуть-чуть своего» мира).
— Прохоров А. Вадим Курчевский // Режиссеры и художники советского мультипликационного кино. М., 1984.